# گرهارد سیبولد
گرهارد سیبولد (انگلیسی: Gerhard Seibold؛ زادهٔ ۱۳ مهٔ ۱۹۴۳) قایقران کایاک اهل اتریش است.